# Ланте Монтефельтро делла Ровере, Алессандро
Алессандро Ланте Монтефельтро делла Ровере (итал. Alessandro Lante Montefeltro della Rovere; 27 ноября 1762, Рим, Папская область — 14 июля 1818, Болонья, Папская область) — итальянский куриальный кардинал. Секретарь Священной Конгрегации доброго управления с 30 октября 1800 по 28 сентября 1801. Генеральный казначей Апостольской Палаты с 28 сентября 1801 по 13 мая 1814. Кардинал-дьякон с 8 марта 1816, с титулярной диаконией Сант-Эустакьо с 29 апреля 1816 по 14 июля 1818.

## Биография
Единокровный брат кардинала Антонио Ланте Монтефельтро делла Ровере.